# پیش‌تولید

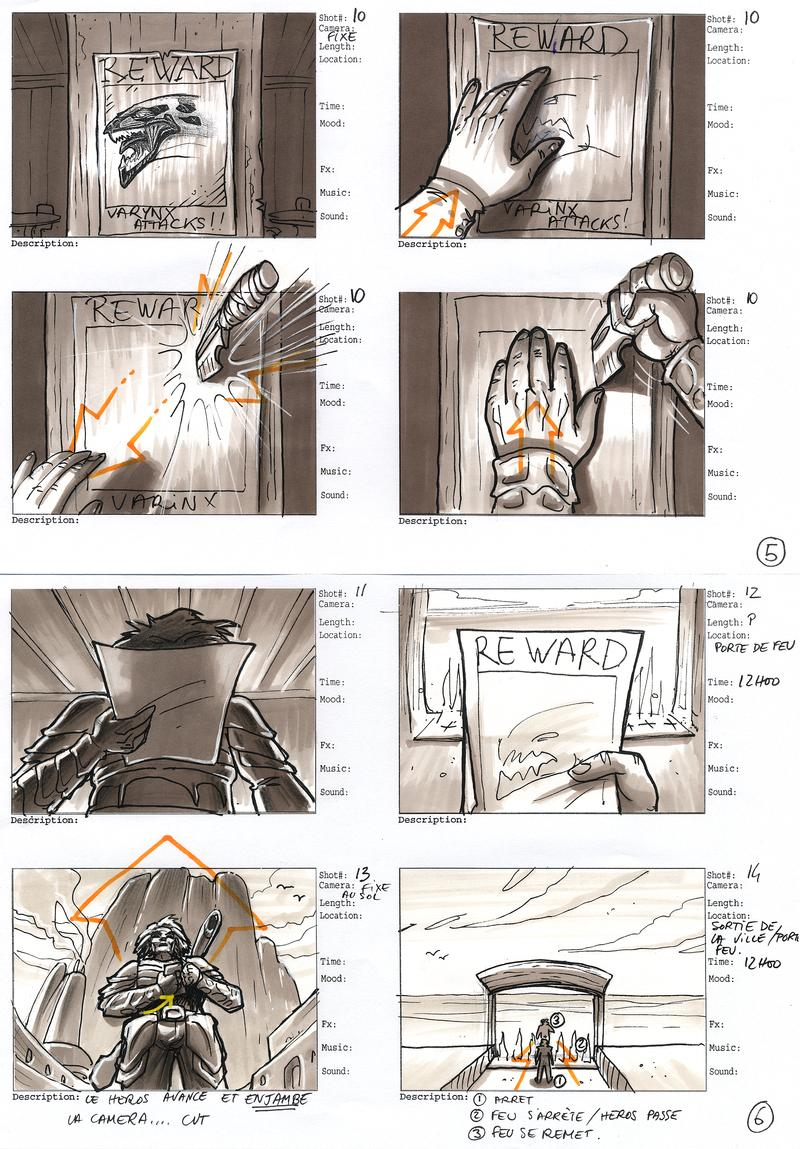
استوری بورد ریزوم

پیش‌تولید (انگلیسی: Pre-production) مرحله‌ای از فرایند تولید است که در آن تمامی مقدمات و لوازم و تجهیزات تهیهٔ فیلم فراهم می‌شود. فیلمنامه، انتخاب عنوان فیلم ، انتخاب عوامل ، انتخاب بازیگر ، انتخاب مکان و…
سه بخش در تولید وجود دارد: پیش تولید، تصویربرداری اصلی و پس تولید. پیش تولید با پایان یافتن برنامه‌ریزی و شروع تولید محتوا به پایان می‌رسد.